# Horodyszcze-Kolonia
Horodyszcze-Kolonia – kolonia w Polsce położona w województwie lubelskim, w powiecie chełmskim, w gminie Chełm.
W latach 1975–1998 miejscowość administracyjnie należała do województwa chełmskiego. 
Kolonia jest sołectwem w gminie Chełm. Według Narodowego Spisu Powszechnego (III 2011 r.) liczyła 302 mieszkańców i była piętnastą co do wielkości miejscowością gminy Chełm.
Przez miejscowość przebiega droga wojewódzka nr 812. Na obszarze miejscowości znajduje się wzgórze-pomnik przyrody Dziewicza Góra. Na początku XX w. w Horodyszczu-Kolonii mieściła się wielka cegielnia. Wskutek zmian granic administracyjnych jesenią 1954 eksploatowane tereny przyłączono do miasta Chełm.